# Scarsdale (New York)
Scarsdale è un comune degli Stati Uniti d'America (ufficialmente coterminous town and village) della contea di Westchester, nello Stato di New York.
Situata fra i sobborghi settentrionali di New York pur essendo formalmente suddivisa in due distinte parti (village quella urbana e town quella del territorio circostante), è governata, per scelta dei residenti, e al pari di altre località limitrofe, da un'unica amministrazione.
Secondo il censimento dell'anno 2000 dell'United States Census Bureau, la sua popolazione ammontava a 17.886 abitanti.
È il luogo in cui è stata ideata la dieta Scarsdale che dalla città ha mutuato il nome.